# 大阪市立新東淀中学校
大阪市立新東淀中学校（おおさかしりつ しんひがしよどちゅうがっこう）は、大阪府大阪市東淀川区にある公立中学校。通称「しんちゅう」。
1975年に大阪市立東淀中学校分校として現在地に発足した。翌1976年に東淀中学校から分離して独立校となった。また独立開校の際、従来の大阪市立柴島中学校の校区の一部（大阪市立菅原小学校の校区）を新東淀中学校校区へ編入している。なお学校敷地は、同校校区の外に位置している。

## 沿革
- 1975年4月 - 大阪市立東淀中学校分校として現在地に発足。
- 1976年4月 - 大阪市立新東淀中学校として独立開校。2年生が東淀中学校から移籍。
- 1976年7月 - プール竣工。
- 1979年4月 - 養護学級設置。

## 通学区域
- 大阪市立新庄小学校、大阪市立下新庄小学校、大阪市立菅原小学校の通学区域。

大阪市東淀川区 上新庄1丁目（大半）、上新庄2丁目、上新庄3丁目（大半）、瑞光1丁目、下新庄1-6丁目、菅原1-7丁目、小松1丁目（一部）。

## 出身者
- おかゆうた - お笑いタレント（おかけんた・ゆうた）
- 岡本克道 - 元プロ野球選手（投手）

## 交通
- 上新庄駅（阪急京都本線）南西へ約1.4km。